# Litevská Helsinská skupina
Litevská Helsinská skupina (plný název: Veřejná skupina na podporu provádění Helsinských dohod v Litvě; litevsky: Helsinkio susitarimų vykdymui remti Lietuvos visuomeninė grupa) byla první organizací na ochranu lidských práv v Litvě, jejímž cílem bylo monitorování provádění Závěrečného aktu Konference o bezpečnosti a spolupráci v Evropě. Členové skupiny byli sovětskými úřady pronásledováni a vězněni. Skupina ukončila činnost roku 1983, když všichni její členové byli uvězněni nebo emigrovali či zemřeli. Viktoras Petkus po svém propuštění z vězení obnovil Litevskou Helsinskou skupinu roku 1988.

## Založení a činnost do roku 1983
Založení Moskevské Helsinské skupiny (12. května 1976) inspirovalo v následujících měsících vznik dalších podobných skupin na Ukrajině, v Litvě, Gruzii, Arménii, v zahraničí v Polsku (Ruch Obrony Praw Człowieka i Obywatela), Československu (Charta 77) nebo v USA (U.S. Helsinki Commission, Helsinki Watch, později Human Rights Watch).
Litevskou skupinu založilo pět litevských osobností z různých společenských vrstev: jezuitský kněz Karolis Garuckas, židovský "refusenik" (neúspěšný žadatel o povolení emigrovat z roku 1970) Eitan Finkelstein, básnířka Ona Lukauskaitė-Poškienė, již dříve potrestaná vyhnanstvím na Sibiři,, dvakrát vězněný katolický disident Viktoras Petkus a básník Tomas Venclova, syn prominentního spisovatele . Vznik skupiny byl oficiálně oznámen na tiskové konferenci zahraničním novinářům z agentur Reuters a Chicago Tribune 25. listopadu 1976 v moskevském bytě Jurije Orlova. Přítomen byl rovněž Natan Šaransky, který působil jako tlumočník do angličtiny). Skupina neměla formálnější strukturu ani definovaného vůdce, i když Viktoras Petkus byl jejím neoficiálním vůdcem a hybnou silou.
Různý původ zakladatelů měl sloužit širokému spektru zájmů. Skupina se nechtěla stát dalším katolickým nebo nacionalistickým disidentským uskupením, naopak se snažila pracovat na základních a univerzálních lidských právech, která by přitahovala inteligenci, obyvatele měst, Nelitevce a další. Skupina se neomezovala jen na Litvu nebo Litevce. Když se však ukázalo, že helsinské skupiny v ostatních dvou pobaltských republikách nevzniknou, rozhodla se litevská skupina postavit se za věc Lotyšů a Estonců. Tři z jejích prvních jedenácti dokumentů se zabývaly zatčením Estonců Marta Nikiuse, Erika Udama a Enna Tarta, kteří byli Petkusovými známými. Snaha skupiny o vytvoření formálnějších vazeb mezi Balty vyústila v srpnu 1977 ve vytvoření Výboru národního hnutí Estonsko-Lotyšsko-Litva, ale v této věci se již mnoho nepodařilo, protože Petkus byl 23. srpna 1977 zatčen.
Litevská Helsinská skupina informovala také o diskriminaci 49 rodin volžských Němců žijících v Radvilišti nebo o pronásledování ruského příslušníka Letničního hnutí žijícího ve Vilniusu. Skupina vytvářela nejen zprávy týkající se konkrétních osob, ale věnovala se širší problematice. V roce 1977 skupina vypracovala zprávy o situaci bývalých politických vězňů, kteří dostali zákaz návratu do Litvy i po skončení trestu, nebo katolické církve. Petkus před svým zatčením zaslal 17. července 1977 také zprávu o situaci v Litvě na následné zasedání Konference o bezpečnosti a spolupráci v Evropě v Bělehradě, konané od 4. října 1977 do 8. března 1978. Po Petkusově procesu se tři zbývající členové skupiny v Litvě připojili k dalším sovětským lidskoprávním skupinám a podepsali prohlášení z 15. července 1978, v němž odsoudili rozsudek vynesený nad Petkusem, Alexandrem Ginzburgem a Anatolijem Ščaranským.

## Členové
- Tomasi Venclovi, synovi významného sovětského spisovatele Antanase Venclova, bylo umožněno emigrovat do Spojených států pouhé dva měsíce po vzniku skupiny. Od roku 1993 byl profesorem slovanských jazyků na Yale University.[7]
- Viktoras Petkus byl vězněn celkem třikrát. Poprvé byl zatčen roku 1948 za "antisovětskou propagandu" a odsouzen k 5 letům v pracovním táboře jako člen neoficiální organizace katolické mládeže Ateitis. Po pokusu o útěk roku 1949 mu byl trest zvýšen na 10 let, ale roku 1953 byl amnestován. Roku 1957 se zúčastnil protisovětských protestů, byl zatčen a odsouzen na 8 let v pracovním táboře. Po návratu roku 1965 pokračoval v protisovětských aktivitách (1975 zatčen v bytě Andreje Sacharova). Znovu byl zatčen 23. srpna 1977. Po soudním procesu v roce 1978 byl odsouzen k třem letům vězení, sedmi letům v pracovním táboře a pěti letům vyhnanství.[8][9] Na svobodu se dostal po zavedení glasnosti v roce 1988.
- Eitan Finkelstein vystoupil ze skupiny v roce 1979 a v prosinci 1983 mu bylo umožněno emigrovat do Izraele.
- Karolis Garuckas zemřel 5. dubna 1979 na rakovinu.
- Ona Lukauskaitė-Poškienė strávila po 2. světové válce 9 let ve vyhnanství na Sibiři. 11. ledna 1977 byla vyslýchána a bylo jí sděleno, že nebude obžalována jen kvůli jejímu vysokému věku.[10] Zemřela 4. prosince 1983.

V lednu 1979 členové Komise pro bezpečnost a spolupráci v Evropěv americkém Kongresu nominovali Helsinské skupiny Sovětského svazu, včetně litevské skupiny, na Nobelovu cenu míru. Petkus doufal, že se podaří založit širší pobaltskou organizaci, která by zastupovala všechny tři pobaltské státy, ale od těchto plánů bylo po jeho zatčení v srpnu 1977 upuštěno. Po Petkusově zatčení došlo k útlumu v činnosti skupiny. Skupina se opět aktivizovala v roce 1979. V lednu téhož roku vydala dokument č. 14 o zatčení Romase Ragaišise, mladého muže, který odmítl svědčit proti Petkusovi. Následně zveřejnila další dokumenty, v nichž protestovala především proti zatýkání různých disidentů, včetně Antanase Terleckase (autora protestního dokumentu k výročí paktu Ribbentrop-Molotov), prohlášení kritické k nedodržování Helsinských dohod československou vládou, k sovětské invazi do Afghánistánu, vyhnanství Andreje Sacharova, ad. Zatčení dalších čtyř členů činnost Litevské Helsinské skupiny fakticky ukončilo, přestože nebyla nikdy formálně rozpuštěna. Některé funkce skupiny převzal Katolický výbor na obranu práv věřících, který v roce 1978 založilo pět kněží.
Kromě pěti zakládajících členů se ke skupině přidalo dalších šest: v lednu 1979 byl přijat katolický kněz Bronius Laurinavičius. V listopadu 1979 se ke skupině přidali Algirdas Statkevičius, lékař a bývalý příslušník litevských sil územní obrany, a Mečislovas Jurevičius, bývalý litevský partyzán. Ke skupině se připojil také Vytautas Skuodis, profesor geologie, přestože mu bezprostředně hrozilo zatčení. Už roku 1978 se o členství ucházel disident Balys Gajauskas, který si v té době odpykával trest 10 let v pracovním táboře a 5 let vyhnanství. Skupina proti zatčením protestovala a chtěla přijmout dělníka Vytautase Vaičiunase, ale Jurevičius a Vaičiunas byli rovněž zatčeni. Zatčení dalších čtyř členů fakticky ukončilo činnost Litevské helsinské skupiny. Přestože nebyla nikdy formálně rozpuštěna, na začátku roku 1981 zůstala na svobodě jako jediná členka skupiny Lukauskaitė-Poškienė, ale kvůli špatnému zdravotnímu stavu nebyla schopna pokračovat v činnosti skupiny a zemřela roku 1983. Některé funkce skupiny převzal Katolický výbor na obranu práv věřících, který v roce 1978 založilo pět kněží.
- Bronius Laurinavičius 25. listopadu 1981 zemřel při podezřelé dopravní nehodě, kterou patrně zinscenovala KGB.[13]
- Algirdas Statkevičius byl zatčen 14. února 1980, souzen v nepřítomnosti a převezen do psychiatrické léčebny.
- Vytautas Skuodis byl v listopadu 1979 zatčen za držení 300stránkového rukopisu s názvem Duchovní genocida Litvy a odsouzen k 7 rokům v pracovním táboře se zpřísněným režimem a 5 letům vyhnanství.
- Mečislovas Jurevičius byl zatčen 25. března 1981 a odsouzen k 3 rokům v pracovním táboře se zpřísněným režimem.
- Vytautas Vaičiunas byl zatčen 25. března 1981 spolu s Jurevičiusem a odsouzen k 2,5 roku v pracovním táboře.[14]

## Obnovení činnosti po roce 1988
Skupina byla obnovena v roce 1988, kdy politika glasnosti a perestrojky umožnila svobodnější politické projevy. Dne 20. listopadu 1988 byli do skupiny přijati tři noví členové Balys Gajauskas, Kazimieras Kryževičius a Nijolė Sadūnaitė. Na přelomu 80. a 90. let se obnovená skupina rozrostla o mnoho nových členů. Celkem měla Litevská Helsinská skupina 41 oficiálních členů a asi 84 neoficiálních členů, mezi nimiž byli Vytautas Bogušis, Gintautas Iešmantas, Nijolė Sadūnaitė a Kazys Saja.
Skupina se připojila k hnutí za nezávislost a publikovala mnoho zpráv a dokumentů (jen v roce 1991 jich bylo asi 100). Dokumenty byly shromážděny a vydány ve dvou svazcích Litevským střediskem pro výzkum genocidy a odporu v roce 1999 a Litevskou asociací pro lidská práva v roce 2006. Mnozí členové skupiny, včetně Viktorase Petkuse, se připojili k Litevské asociaci pro lidská práva (Lithuanian Human Rights Association), první oficiální organizaci pro lidská práva založené v roce 1989. Viktoras Petkus byl jejím předsedou v letech 1989-2012. Litevská Helsinská skupina se v březnu 2014 stala spoluzakladatelem Litevského koordinačního centra pro lidská práva (litevsky: Lietuvos žmogaus teisių koordinavimo centras).